# Generació dels 70
Sota la denominació de Generació dels 70 (o Generació literària dels 70) es coneix un conjunt d'escriptors i escriptores en llengua catalana, nascuts durant la dècada dels anys quaranta o els primers cinquanta del segle xx, que van començar a publicar al voltant de 1970 i que compartien unes característiques comunes.

## Història
El concepte, creat pel crític literari Joaquim Molas, va prendre carta de naturalesa amb la publicació del llibre La generació literària dels 70 (Pòrtic, 1971), d'Oriol Pi de Cabanyes i Guillem-Jordi Graells, que incorpora un recull de vint-i-cinc entrevistes a escriptors d'aquesta generació i un manifest fundacional. Posteriorment, ha estat àmpliament estudiat i divulgat per crítics literaris com Enric Sullà, Isidor Cònsul o Àlex Broch.
Entre els escriptors que formen part d'aquesta generació hi trobem narradors, poetes i dramaturgs com Robert Saladrigas, Josep Maria Benet i Jornet, Gabriel Janer Manila, Terenci Moix, Jaume Fuster, Maria-Antònia Oliver, Montserrat Roig, Jordi Coca, Ignasi Riera, Jesús Moncada, Isabel-Clara Simó, Joan Rendé, Pep Albanell, Isidre Grau, Jaume Cabré, Maria Barbal, Carme Riera, Valentí Puig, Oriol Pi de Cabanyes, Pau Faner, Ramon Solsona, Biel Mesquida, Ferran Cremades, Quim Monzó, Ferran Torrent, Margarida Aritzeta, Miquel de Palol, Vicenç Villatoro, Marta Pessarrodona, Narcís Comadira, Francesc Parcerisas, Josep Piera, Antoni Marí, Miquel Bauçà i Pere Gimferrer entre d'altres.

Alguns membres d'aquesta generació van ser la llavor del col·lectiu literari Ofèlia Dracs, fundat el 1976, que va apostar per aprofundir en la literatura de gènere (eròtica, negra, de ciència-ficció...), considerant que la narrativa catalana havia de conrear tots els gèneres per tal d'ampliar el nombre de lectors i homologar-se a la resta de literatures modernes. També van estar al darrere de l'impuls i el reconeixement de la literatura catalana en l'àmbit associatiu i institucional. Com escriu Àlex Broch:
La «generació dels 70» ha estat qui ha armat de cohesió i eficàcia la infraestructura gremial de la literatura catalana actual, i, en aquest sentit, la creació de l'Associació d'Escriptors en Llengua Catalana, l'any 1977, i el rellançament del Centre Català del PEN Club, que existia des de 1922, han estat empreses de mèrit en la defensa del paper de l'escriptor i en la difusió de les lletres catalanes.

## Característiques[1][3][4]
- Escriptors nascuts a la dècada dels quaranta o a principis dels cinquanta del segle xx. No havien viscut l'experiència de la guerra civil ni de la primera postguerra.

- Comencen a publicar els seus textos entre els darrers anys seixanta i els primers setanta.
- Són autodidactes. Han estat formats en l'incipient cultura de masses, amb productes com el còmic, el cinema, les radionovel·les...
- Estan influïts per l'ebullició político-cultural de finals del franquisme però no prenen un compromís polític directe si no és a través de la seva obra.
- S'interessen per tot allò que ve de fora, especialment pels corrents avantguardistes i experimentals de la cultura europea.
- Escriuen principalment (o exclusivament) en llengua catalana i comparteixen la necessitat d'homologar la literatura catalana amb les altres cultures europees.